# Cáldia

Mapa dos temas bizantinos em 950

Cáldia (em grego: Χαλδία, Chaldia), Chanécia (em georgiano: ჭანეთი, Ch’aneti), Chaniu (em arménio: Չանիու), Chanique (Չանիուկ, Čaniukʼ; de *Čaniuike) ou Cáltica (em latim: Chaltica; Խաղտիկ, Ḫałtikʼ) foi uma região histórica do nordeste da Anatólia, situada nas costas sudeste do mar Negro, hoje parte da Turquia. Seu nome deriva do povo que ali habitava na Antiguidade, os cálibes (Chaldoi). O nome foi usado no período bizantino para designar uma província militar e civil, o Tema da Cáldia (em grego: θέμα Χαλδίας), formado entre 824 e 840. Nos séculos XIII a XV constituiu o núcleo do Império de Trebizonda, que existiu até 1461, quando foi conquistado pelos otomanos. Apesar do nome, não há qualquer relação com a Caldeia da Mesopotâmia.

## Geografia
Inicialmente, o nome Cáldia foi atribuído à região em volta Gümüşhane, mas em meados do período bizantino, o nome passou a abranger as áreas costeiras e todas territórios do que é hoje a província turca de Trebizonda. A Cáldia era a parte mais oriental da região do Ponto, tendo como limites o mar Negro a norte, Lázica, a parte mais ocidental do Reino da Ibéria, a leste, a Capadócia e a Arménia Menor a sul, e com a parte ocidental do Ponto a oeste.
As suas principais cidades eram as antigas colónias gregas de Céraso (moderna Giresun) e Trapezo (Trebizonda), ambas situadas nas terras baixas costeiras. O interior montanhoso a sul, conhecido como Mesocáldia (Cáldia Média), era povoado mais esparsamente e foi descrito por Procópio de Cesareia como "inacessível", mas rico em depósitos minerais, especialmente chumbo, mas também prata e ouro. As minas da região deram origem ao nome Argirópolis ("cidade da prata", moderna Gümüşhane), a principal localidade do interior.

## História
Os primeiros habitantes da região, os Cálibes, foram apresentados pelos autores clássicos como dos primeiros povos ferreiros do mundo. O nome grego para aço é chálybas (χάλυβας) e possivelmente deriva deles. A primeira colónia grega na zona foi Trapezo, fundada por mercadores gregos de Mileto, tradicionalmente datada em 756 a.C. A colonização grega restringiu-se à costa, uma situação que se manteve depois durante sob o domínio romano — o controle dos romanos sobre as tribos do interior era apenas nominal na maior parte dos casos. As áreas costeiras fizeram parte da província romana do Ponto Polemoníaco.

Mapa dos temas bizantinos circa 842

Só durante o reinado do imperador bizantino Justiniano (r. 527–565) é que as tribos guerreiras tzanos foram subjugadas, cristianizadas e submetidas ao poder central. Justiniano incluiu toda a região na província então constituída da Arménia I Magna, com capital em Trapezo. No reinado de Maurício (r. 582–602), essa província mudou de nome para Arménia III. No final do século VII, aquando do estabelecimento do sistema de temas, a região passou a fazer parte do Tema Armeníaco, inicialmente como uma turma e posteriormente como um ducado (doukaton), possivelmente ainda integrado naquele tema.
Entre 824 e 840 a Cáldia torna-se um tema, novamente com Trapezo como capital. Uma particularidade desse tema era que o salário anual de dez libras de ouro seu estratego (comandante e governador) provinha, em partes iguais, do governo imperial e do comércio, o imposto bizantino de 10% sobre todas as transações comerciais, do porto de Trebizonda, então o mais importante da costa sul do mar Negro.
Até às reconquistas bizantinas do final do século X, a Cáldia permaneceu a fronteira nordeste do Império Bizantino. Durante os períodos 1091-1908 e 1126-1140, o tema foi praticamente autónomo do governo central bizantino. Durante o primeiro desses períodos, sob o seu duque Teodoro Gabras, a região ficou isolada do resto do império pelos turcos seljúcidas. Durante o segundo período, o duque Constantino Gabras rebelou-se contra o imperador João II Comneno (r. 1118–1143). Na sequência da dissolução temporária do Império Bizantino pela Quarta Cruzada, em 1204, a região passou a fazer parte do novo  Império de Trebizonda. No século XIV, esse estado estava reduzido praticamente ao território do antigo tema. O Império de Trebizonda conseguiu sobreviver a sucessivas convulsões graças à sua localização inacessível, ao seu exército pequeno mas muito competente e uma diplomacia ativa, baseada em alianças de casamentos, mas acabou por sucumbir aos otomanos em 1461. Mas mesmo depois disso, fortalezas isoladas continuaram a resistir e só em 1479 a região foi completamente subjugada, quando caiu o castelo de Golacha, o último reduto cristão na Ásia Menor. Apesar disso, um número muito significativo de gregos pônticos continuaram a viver na região sob o Império Otomano, até à troca de populações entre a Grécia e a Turquia ocorrida em 1923.[carece de fontes?]